# Botschaft der Republik Korea (Bonn)

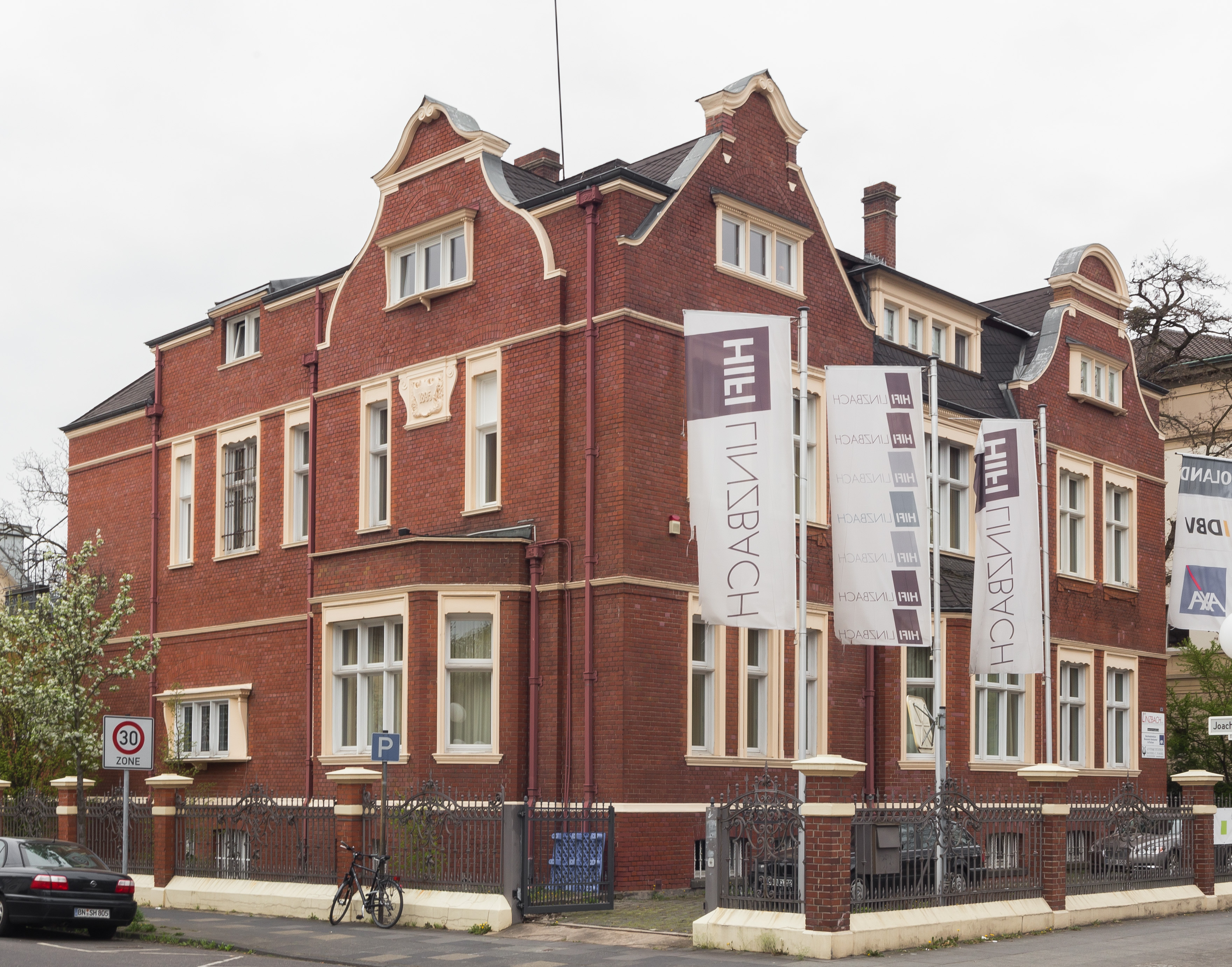
Ehemaliges Kanzleigebäude der südkoreanischen Botschaft, Adenauerallee 124 (2013)

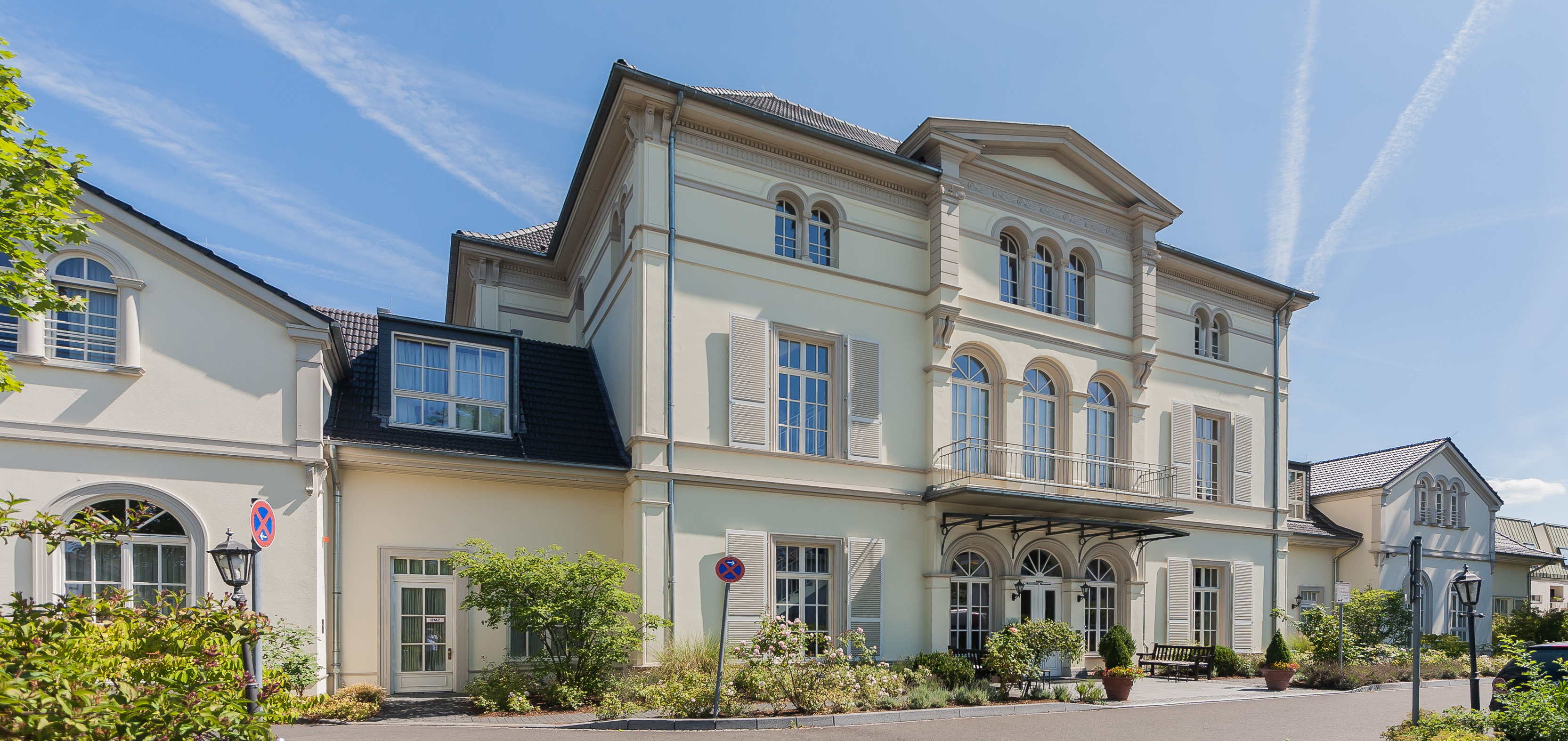
Villa Camphausen, 1985–1999 Residenz des Botschafters (2013)

Die Botschaft der Republik Korea (Südkorea) in der Bundesrepublik Deutschland hatte von 1958 bis 1999 ihren Sitz in Bonn, mit einer Außenstelle bis heute.

## Geschichte
Nach Ende des Koreakriegs 1953 beschloss die südkoreanische Regierung, ihre Beziehungen zur Bundesrepublik Deutschland zu vertiefen. Daher eröffnete sie 1954 ein Generalkonsulat, das seinen Sitz in der südlich des bundesdeutschen Regierungssitzes Bonn gelegenen Stadt Remagen im Haus auf Leims nahm. Der entsendete Generalkonsul Hanho Rhi erreichte – ohne Wissen seiner Regierung –, dass es seitens der Bundesrepublik als Handelsvertretung der Republik Korea anerkannt wurde und damit einen diplomatischen Status erhielt. Nach der Abberufung Rhis im Sommer 1956 verblieb das Generalkonsulat unter seinem Nachfolger als Konsul zunächst im Haus auf Leims, bis es im Herbst des Jahres nach Köln verlegt wurde.
Nach Aufnahme diplomatischer Beziehungen zur Bundesrepublik Deutschland 1957 eröffnete die Republik Korea anstelle des Generalkonsulats eine Gesandtschaft am Regierungssitz Bonn, die bereits 1958 den Status einer Botschaft erhielt. Die Kanzlei der Botschaft hatte ihren Sitz von Beginn an im Bonner Parlaments- und Regierungsviertel in der Villa Adenauerallee 124 an der Bundesstraße 9. Sie diente zunächst auch als Residenz der Botschaft, Wohnsitz des Botschafters; diese wurde in der nachfolgenden Zeit mehrmals verlegt, spätestens 1966 in den damaligen Holzlarer Ortsteil Kohlkaul (Bergstraße 54, heute Siebengebirgsstraße), spätestens 1968 nach Bad Godesberg in die HICOG-Siedlung Plittersdorf (Europastraße 6), 1969 in den Bonner Ortsteil Kessenich (Graf-Stauffenberg-Straße 21), 1971/72 in den Bad Godesberger Ortsteil Rüngsdorf (Rolandstraße 39b) und 1974 in den Bad Godesberger Ortsteil Muffendorf (Klosterbergstraße 111). In den 1960er-Jahren war die Botschaftskanzlei unter dem Botschaftsrat Yang Gegenstand von KCIA-Aktivitäten, die die Entführung koreanischer Staatsbürger beinhalteten. Anfang 1985 erwarb die Republik Korea die Villa Camphausen im Ortsteil Mehlem, um dort die neue Residenz der Botschaft einzurichten. Die wehrtechnische Abteilung der Botschaft war zuletzt (Stand: 1995) im Ortsteil Südstadt (Reuterstraße 161) beheimatet und die Presse- und Kulturabteilung im Ortsteil Plittersdorf (Hochkreuzallee 1), während die Kanzlei an der Adenauerallee 124 verblieb.

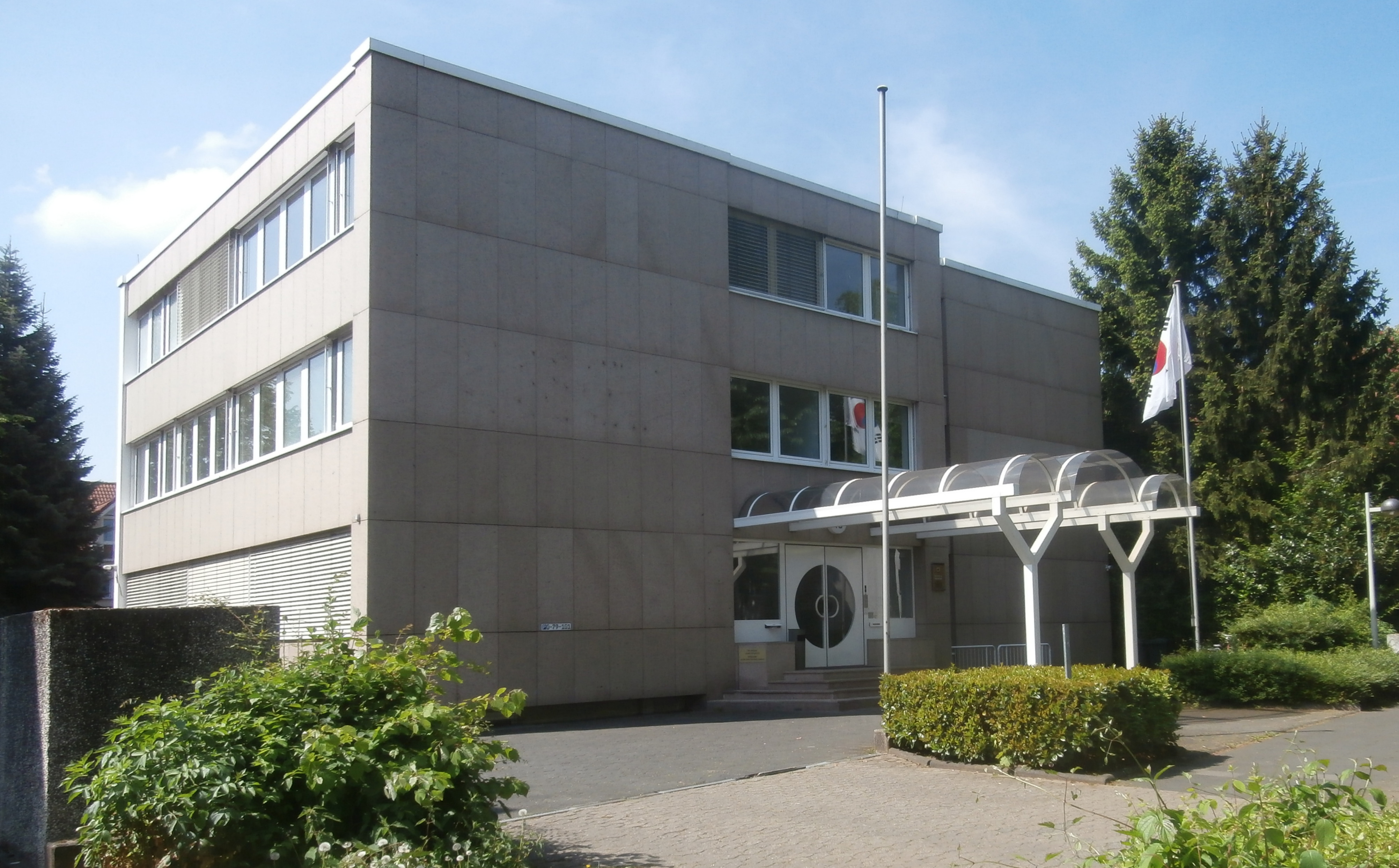
Außenstelle der Botschaft bis 2014, Mittelstraße 43 (2014)

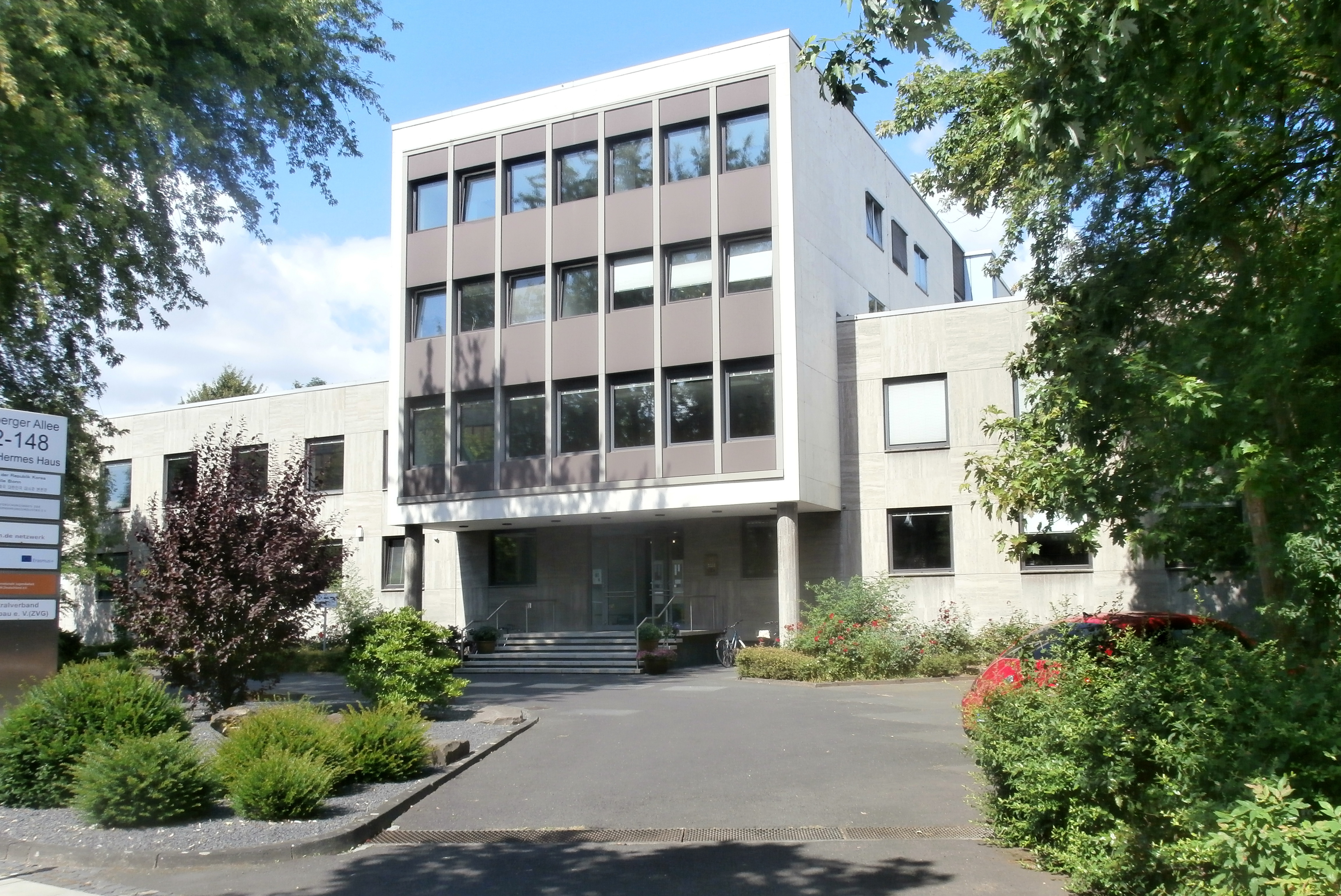
Außenstelle der Botschaft seit 2014, Godesberger Allee 142–148 (2014)

Im Zuge der Verlegung des Regierungssitzes zog die Hauptstelle der südkoreanischen Botschaft 1999 nach Berlin um (→ Botschaft der Republik Korea in Berlin). In Bonn wurde eine Außenstelle der Botschaft belassen, die ihren Sitz zunächst in dem vormaligen Kanzleigebäude der Botschaften von Norwegen und Malaysia im Ortsteil Plittersdorf (Mittelstraße 43) hatte. In der Villa Camphausen als ehemaliger Botschafterresidenz wohnte zunächst noch der Leiter der Außenstelle, 2003 wurde sie verkauft. Zum 1. Juni 2014 zog die Außenstelle innerhalb von Bonn in das „Andreas-Hermes-Haus“ im Ortsteil Hochkreuz (Godesberger Allee 142–148) um. Sie wird von einem Gesandten als Leiter der Außenstelle geführt und ist außerdem mit einem Botschaftsrat sowie fünf Botschaftssekretären ausgestattet (Stand: Mai 2022). Der Konsularbezirk umfasst die Länder Nordrhein-Westfalen, Rheinland-Pfalz und Saarland. Die Außenstelle ist auch für den diplomatischen Kontakt mit den in Bonn ansässigen Bundesministerien, Behörden und UN-Organisationen zuständig.